# Championnat de traînières d'Euskadi
Le Championnat du Pays basque de trainières est une compétition qui a lieu tous les ans entre les traînières des clubs d'aviron fédérés d'Euskadi, organisée par la Fédération Basque d'Aviron.

## Histoire
Il y a eu un championnat officieux, dans les débuts des années 1970, organisés par SUSTRAIAK. Le championnat officiel a été formalisé en 1985, année de la création de la Fédération Basque d'Aviron.

## Palmarès
| Année |                |             |                         |
| ----- | -------------- | ----------- | ----------------------- |
| 1979  | Kaiku          | Santurce    | Orio                    |
| 1980  | Kaiku          | Hondarribia | Santurce                |
| 1981  | Kaiku          | Santurce    | Algorta                 |
| 1984  | Zumaia         | Orio        | San Juan                |
| 1985  | San Juan       | Kaiku       | Santurce                |
| 1986  | [ 1 ]          |             |                         |
| 1987  | San Pedro      | San Juan    | Zumaia                  |
| 1988  | San Pedro      | San Juan    | Ciérvana                |
| 1989  | San Pedro      | San Juan    | Santurce                |
| 1990  | San Juan       | San Pedro   | Donostia Arraun Lagunak |
| 1991  | San Pedro      | Orio        | PD Koxtape              |
| 1992  | Arraun Lagunak | Donibaneko  | --                      |
| 1993  | San Pedro      | Orio        | Santurce                |
| 1994  | San Pedro      | Donibaneko  | Hondarribia             |
| 1995  | Orio           | Hondarribia | Donibaneko              |
| 1996  | San Pedro      | Orio        | PD Koxtape              |
| 1997  | Orio           | PD Koxtape  | Donibaneko              |
| 1998  | Orio           | San Pedro   | Trintxerpe              |
| 1999  | Orio           | PD Koxtape  | Isuntza                 |
| 2000  | PD Koxtape     | Orio        | Hondarribia             |
| 2001  | Orio           | Urdaibai    | Hondarribia             |
| 2002  | Orio           | Urdaibai    | PD Koxtape              |
| 2003  | Trintxerpe     | Ur-Kirolak  | Bateratze               |
| 2004  | Hondarribia    | Urdaibai    | Orio                    |
| 2005  | Hondarribia    | Orio        | Arkote                  |
| 2006  | Hondarribia    | Orio        | Urdaibai                |
| 2007  | Urdaibai       | Orio        | Hondarribia             |
| 2007  | Urdaibai       | San Pedro   | Hondarribia             |
| 2009  | Kaiku          | Hondarribia | Urdaibai                |
| 2010  | Kaiku          | Orio        | Hondarribia             |

### Sources
- (es) Cet article est partiellement ou en totalité issu de l’article de Wikipédia en espagnol intitulé « Campeonato del País Vasco de Traineras » (voir la liste des auteurs).